# Oshan

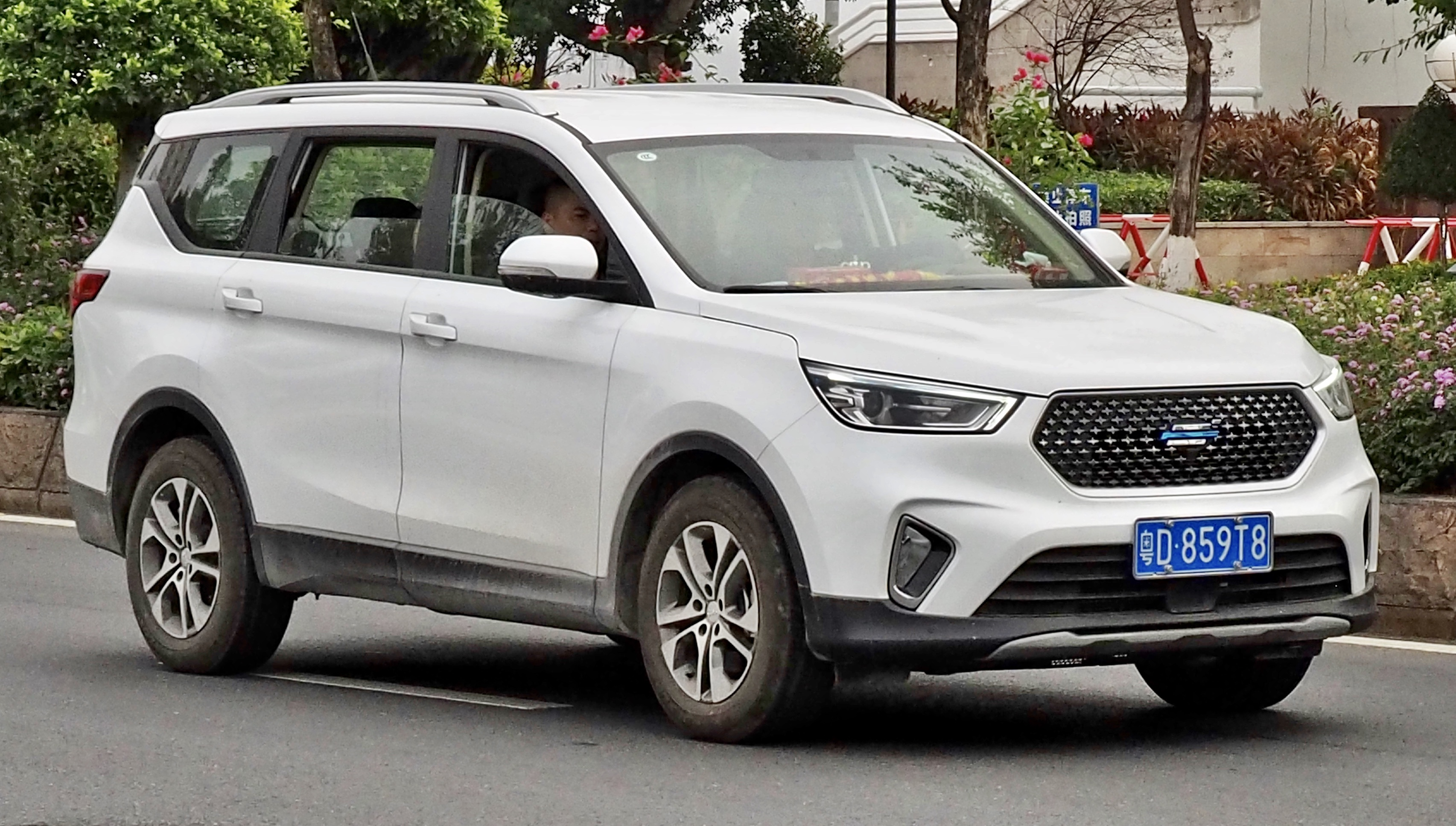
Oshan COS1° (2018)

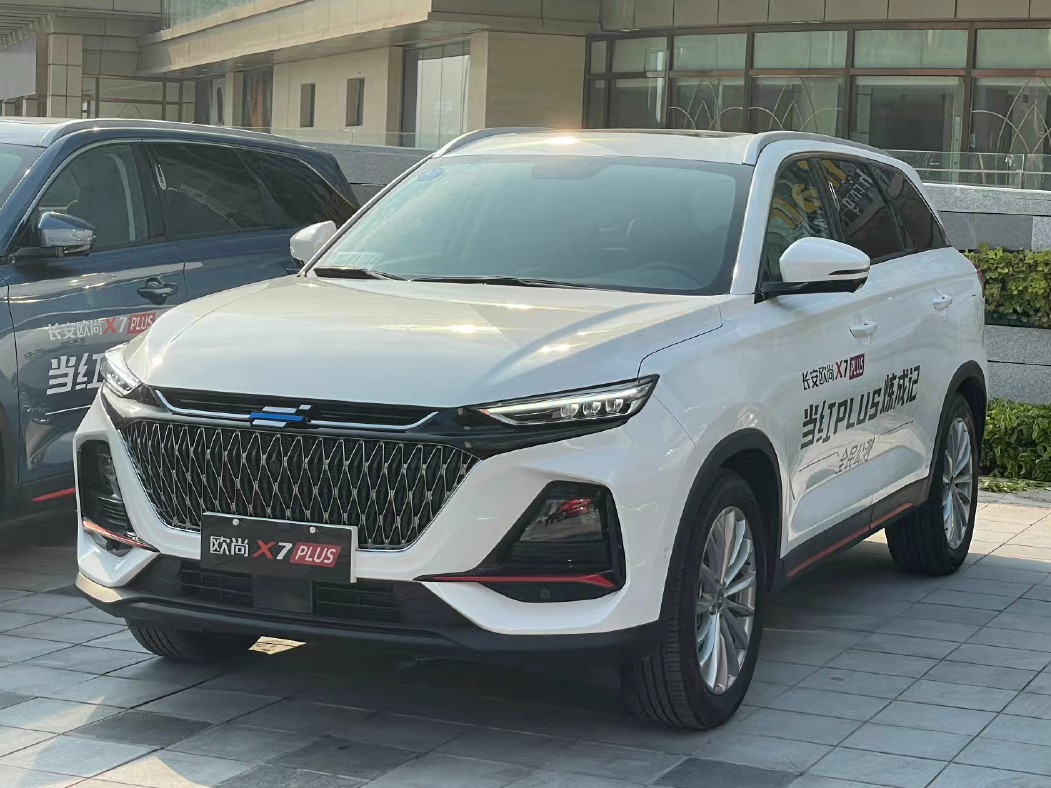
Oshan X7 Plus (2020)

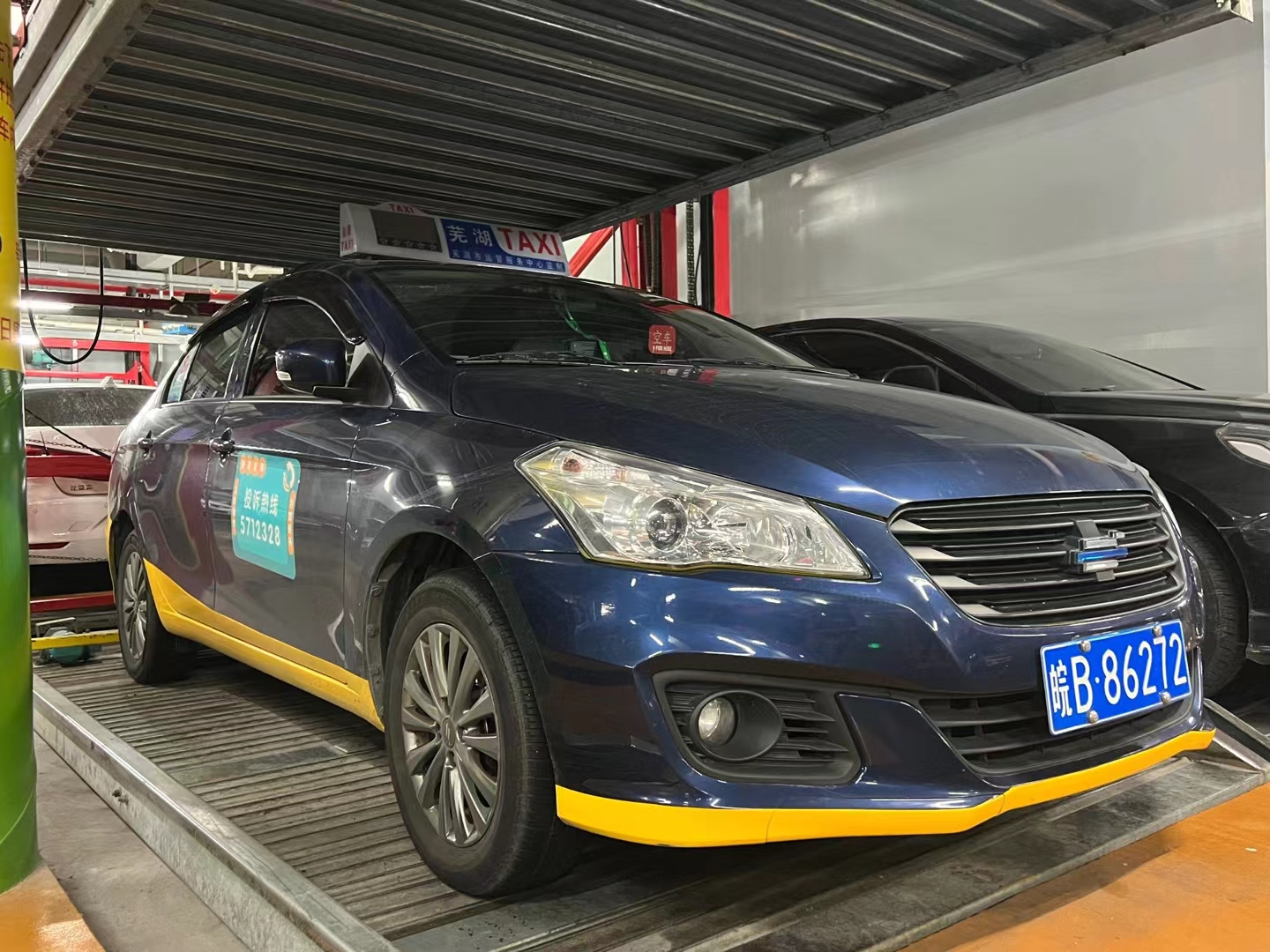
Oshan Qiyue (2022)

Oshan (chiń. upr. 欧尚) – chiński producent samochodów osobowych, z siedzibą w Chongqing, działający w latach 2018–2024. Należał do chińskiego koncernu Changan Automobile.

## Historia
Po raz pierwszy nazwa "Oshan" została zastosowana wobec przedstawionego w sierpniu 2015 roku modelu minivana, który zasilił pierwotnie portfolio marki Chana. Niespełna trzy lata później, w kwietniu 2018 roku koncern Changan zdecydował się pod nazwą Oshan utworzyć swoją nową markę skoncentrowaną na tanich samochodach osobowych, wydzielając stricte osobowe produkty z gamy Chany koncentrującej się głównie na samochodach użytkowych. Inauguracji nowej marki towarzyszyła prezentacja minivana Cosmos, z kolei Chana Oshan zyskał odtąd nazwę Oshan A600.
Poza istniejącymi już konstrukcjami gamę stopniowo poszerzały nowsze, opracowane od podstaw modele jak i bliźniacze konstrukcje droższych modeli macierzystego Changana w ramach linii COS. W 2019 roku zadebiutował pierwszy z dwóch SUV-ów w ramach lini modelowej "X", Oshan X7, z kolei w 2021 roku firma przedstawiła awangardowo stylizowany model Z6 przy jednoczesnym odchodzeniu od tańszych, prostszych konstrukcji. W międzyczasie, przez rok wytwarzano elektryczny mikrosamochód Neo II, który nie zdobył popularności. 
W 2022 z kolei w związku z upadłością joint-venture Changan Suzuki zdecydowano się kontynuować przez kolejny rok produkcję sedana Suzuki Alivio z logotypami Oshana jako Oshan Qiyue. Pod koniec 2023 roku koncern Changan zdecydował się przystąpić do wygaszania marki, włączając pozostałe w gamie 3 modele do macierzystej oferty. Ostatecznie, marka Oshan została wycofana na początku 2024 roku wraz z przemianowaniem ostatniego i najnowszego z samochodów na Changan UNI-Z.

## Modele samochodów

### Historyczne
- A800 (2018–2020)
- Neo II (2020–2021)
- X7 EV (2020–2021)
- A600 (2018–2022)
- X70A (2018–2022)
- COS1° (2018–2022)
- Cosmos (2018–2022)
- COS3° (2019–2022)
- COS5° (2019–2022)
- X7 (2019–2022)
- X5 (2020–2022)
- A600 EV (2020–2022)
- CX70 (2018–2023)
- Qiyue (2022–2023)
- Z6 (2021–2024)
- X5 Plus (2022–2024)
- X7 Plus (2022–2024)